# Scharlei
Scharlei (Salvia sclarea), ook wel muskaatsalie, is een tweejarige plant uit de lipbloemenfamilie (Labiatae oftewel Lamiaceae). Het is een behaarde kruidachtige plant die inheems is in Zuid-Europa en Zuidwest-Azië. In Nederland en België wordt de plant gekweekt als tuinplant. De plant verspreidt een sterke muskusachtige geur die zowel als zweetachtig als als hooiachtig omschreven wordt. De complexe geur wordt voornamelijk veroorzaakt door het terpeen sclareol.
De tweejarige winterharde plant ontwikkelt in het eerste jaar een bladrozet met brede eironde groengrijze bladeren, die een lengte van maximaal 20 cm hebben. In het tweede jaar groeit hieruit een bloeistengel van 50-110 cm. De stengelbladen zijn kleiner dan de rozetbladen en tegenoverstaand geplaatst. De lipbloemen staan in schijnkransen rond de stengel en zijn 20-28 millimeter lang. De bloemen zijn lichtblauw, roze of lila en gaan vergezeld van grotere schutbladen. Deze kunnen variëren van wit tot wijnrood of lila. Scharlei bloeit in juni en juli.

## Gebruik
Scharlei is al zeker sinds de negende eeuw in cultuur. In de Capitulare de villis vel curtis imperii, een verordening (capitulare) die Karel de Grote waarschijnlijk in 812 liet uitgaan, en de inrichting van de kroondomeinen moest regelen, staat scharlei namelijk vermeld als sclareiam.
De etherische olie die uit scharlei gewonnen kan worden, wordt gebruikt in de parfumindustrie. De bladeren worden als aroma toegevoegd aan allerhande voedingsmiddelen.
In Duitsland wordt aan sommige (inferieure) wijnen scharlei toegevoegd om de wijn het karakter van muskadellenwijn te geven. Hier dankt de plant ook haar Duitse naam aan: Muskatellersalbei. Voordat hop in gebruik kwam om bier op smaak te brengen, werd vaak scharlei gebruikt; het kon een van de kruiden in het gruit zijn. Ook bij de bereiding van vermout kan scharlei toegevoegd worden. Uit Frankrijk is het gebruik van scharlei om vleesgerechten op smaak te brengen bekend.

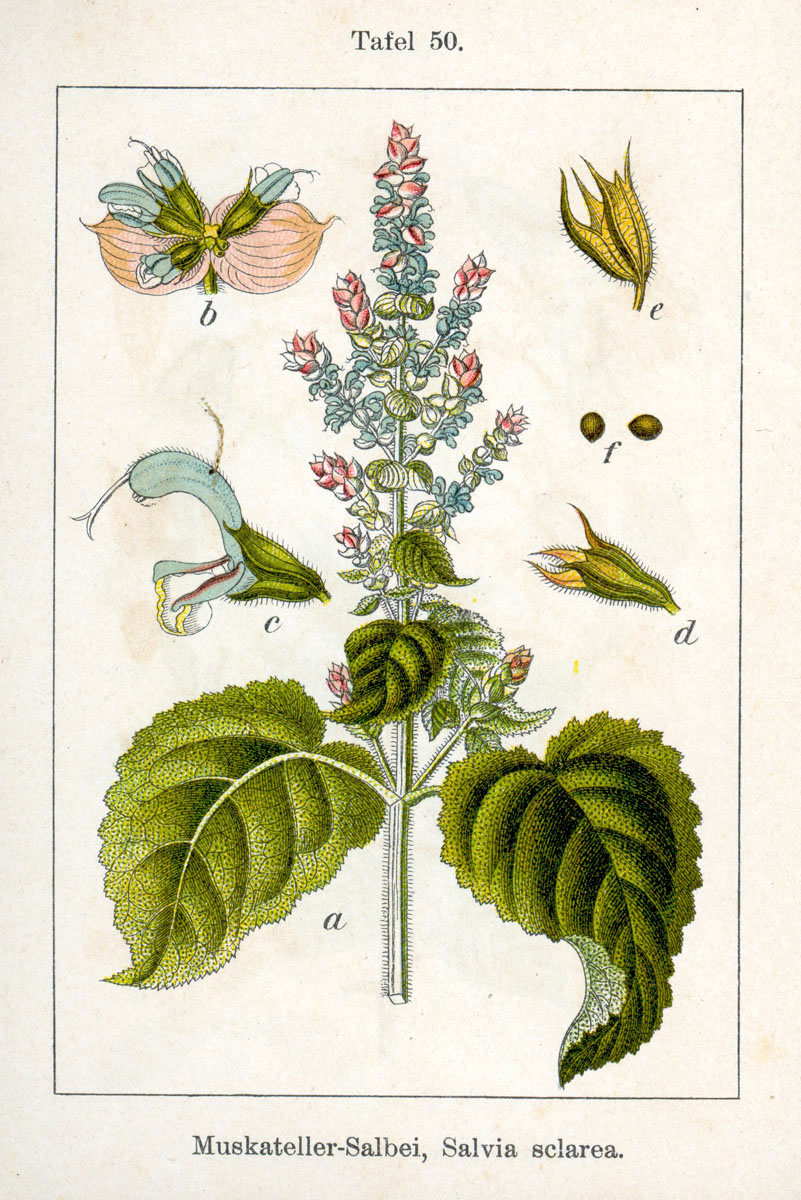
Scharlei in Jacob Sturm's Flora uit 1796

... · S. divinorum · S. elegans (Ananassalie) · S. glutinosa (Kleverige salie) · S. hierosolymitana · S. obtusata · S. officinalis (Echte salie) · S. pratensis (Veldsalie) · S. rosmarinus (Rozemarijn) · S. sclarea (Scharlei) · S. verbenaca (Kleinbloemige salie) · S. verticillata (Kranssalie) · ...